# Élections cantonales françaises de 1901
Des élections cantonales sont organisées en France les 21 et 28 juillet 1901.

## Tableau récapitulatif des résultats pour les Conseils Généraux
| Partis politiques ou coalitions | Partis politiques ou coalitions  | Sortants | Premier tour | Second tour | Total | Total |
| Partis politiques ou coalitions | Partis politiques ou coalitions  | Sortants | Sièges       | Sièges      | Total | Total |
| ------------------------------- | -------------------------------- | -------- | ------------ | ----------- | ----- | ----- |
|                                 | Socialistes                      |          | 33           | 11          | 44    |       |
|                                 | Radicaux et radicaux-socialistes |          | 477          | 47          | 524   |       |
|                                 | Républicains modérés             |          | 557          | 27          | 584   |       |
|                                 | Ralliés                          |          | 54           | 1           | 55    |       |
|                                 | Monarchistes                     |          | 209          | 7           | 216   |       |
|                                 | Nationalistes                    |          | 29           | 3           | 32    |       |
|                                 |                                  |          |              |             |       |       |
| Total                           | Total                            | 1 455    | 1 359        | 96          | 1 455 |       |

## Gains de conseils généraux
| Partis politiques ou coalitions | Partis politiques ou coalitions | Présidences sortantes | Présidences élues | Total | Total |                |    |    |    |   |
| ------------------------------- | ------------------------------- | --------------------- | ----------------- | ----- | ----- | -------------- | -- | -- | -- | - |
| Partis politiques ou coalitions | Partis politiques ou coalitions | Présidences sortantes |                   | Total | Total | "Républicains" | 85 | 86 | 86 | 1 |
|                                 | Monarchistes                    | 5                     | 4                 | 4     | 1     |                |    |    |    |   |
|                                 |                                 |                       |                   |       |       |                |    |    |    |   |
| Total                           | Total                           | 90                    | 90                | 90    |       |                |    |    |    |   |

Les monarchistes gardent la majorité dans quatre départements :
1. La Loire-Inférieure
2. Le Maine-et-Loire
3. Le Morbihan
4. La Vendée

Les "républicains" remportant la Charente.

### Sources et bibliographie
- L'Ouest-Éclair - Le Temps - Le Radical